# Río Sajrai
El río Sajrai (en ruso: Сахрай; en adigué: Уздычиш, Uzdychish) es un río de la república de Adiguesia, en Rusia, afluente por la izquierda del río Daj, que desemboca en el Bélaya, tributario del río Kubán.

## Curso
Nace 11 km al este de Novoprojladnoye (44°07′51″N 40°24′41″E / 44.13083, 40.41139), muy cerca de la fuentes del río Jodz. Tiene unos 31 km de longitud y desemboca en el Daj a la altura de Ust-Sajrai (44°12′38″N 40°16′02″E / 44.21056, 40.26722). En su curso superior pasa por Novoprojladnoye, en cuyos alrededores recibe al río Bzhebs, al Kamennaya y al Kuna. Cuatro kilómetros antes de llegar a su desembocadura en el Daj, recibe por su orilla izquierda las aguas del río Merkulaika, a 8 km, en la derecha, las del Mamriuk y a 10 km, en la izquierda, las del Gosh.